# Mario Ursino
Mario Ursino (Napoli, 20 maggio 1944 – Roma, 11 novembre 2019) è stato uno storico dell'arte, saggista, critico d'arte e docente italiano.

## Biografia

### La formazione
Mario Ursino nasce e cresce a Napoli dove frequenta il liceo classico presso il Convitto Nazionale Vittorio Emanuele II; dopo il diploma si iscrive all'Università degli Studi Federico II, si laurea in Giurisprudenza e a seguire in Scienze Politiche. Nel 1973 si trasferisce a Roma per approfondire gli studi.
Nel 1977 sposa Anna Bianco Mengotti, non avranno figli. Nello stesso anno vince il concorso per funzionario del Ministero per i beni culturali e ambientali; il primo incarico lo porta a Perugia, per due anni presterà servizio alle dipendenze della Soprintendenza per i Beni Artistici ed Architettonici diretta dallo storico dell'arte Francesco Santi (1914-1993). Lavorare con Santi sviluppa in Ursino un forte interesse per la storia dell'arte e, ritornato a Roma, nel 1982 si iscrive alla Scuola di perfezionamento in storia dell'arte, allora diretta da Maurizio Calvesi. Con Calvesi, che egli definisce "mio venerato maestro", instaura una collaborazione che proseguirà per tutta la vita.
Nello stesso periodo frequenta la Scuola Superiore della Pubblica Amministrazione, docenti: Sabino Cassese, Giuseppe Bottai e Rodolfo Siviero. Con il ministro plenipotenziario Siviero nasce un'affettuosa amicizia che permette a Ursino di accedere alle principali fonti archivistiche (oggi note come Archivio Siviero) prodotte da Siviero in qualità di funzionario governativo, responsabile dei recuperi e delle restituzioni delle opere d'arte trafugate dai tedeschi in Italia nel corso della seconda guerra mondiale.
La perizia di studioso e le competenze in diritto internazionale e in storia dell'arte, consentono a Ursino la pubblicazione di articoli e saggi sulle vicende legate al recupero e al rientro in Italia di opere di interesse artistico, storico e bibliografico, e di curare, dopo la scomparsa di Siviero, la pubblicazione del suo manoscritto autografo di memorie "L'arte e il nazismo".

### L'attività professionale
Ursino continua a lavorare a Roma in diversi uffici amministrativi del Ministero per i Beni Culturali; gli incarichi più significativi per la sua formazione sono quelli svolti presso la Soprintendenza per i beni artistici e storici di Roma in Palazzo Venezia e presso la Galleria nazionale d'arte moderna e contemporanea. Nel 1987 può finalmente assecondare la propria passione per l'arte e cambiare qualifica alla GNAM diventando Storico dell'Arte.

#### Studioso di de Chirico
Fin da studente si appassiona a Giorgio de Chirico e alle sue opere, ne diviene un fine conoscitore e gli dedica numerose pubblicazioni, mostre e corsi universitari. Maurizio Calvesi e Ursino nel 1995 curano la mostra De Chirico. La Nuova Metafisica a San Marino (27 aprile-27 settembre 1995) e a Volo (1º ottobre-26 novembre). Nel 2008 organizza la mostra De Chirico e il Museo (ottobre 2008-gennaio 2009) alla Galleria Nazionale d'Arte Moderna.
Si impegna con tenacia e determinazione affinché la città di Roma realizzi un museo monografico dedicato al Pictor Optimus, sull'esempio dei musei Picasso in Francia e Spagna. Oltre al doveroso riconoscimento che, secondo Ursino, la città dovrebbe tributare all'inventore della pittura metafisica, lo scopo del museo è rendere integralmente visibile, in un luogo spazioso, l'imponente nucleo di opere che Isabella Far, vedova del maestro, aveva donato nel 1990 alla Fondazione Giorgio e Isa de Chirico, da lei stessa istituita nel 1986, a Piazza di Spagna, nell'casa/studio dell'artista.
A tale scopo nel 2013 Ursino fonda l'Associazione Amici di Giorgio de Chirico raccogliendo l'adesione di oltre cento soci fondatori, tra docenti universitari, storici dell'arte, operatori nel settore dei beni culturali, galleristi e uomini di cultura. In qualità di presidente dell'associazione, contatta enti pubblici, enti locali, sponsor privati, chiede un sostegno economico e una sede adeguata.
Egli stesso cerca e propone sedi in centro città e in periferia, ma dalle istituzioni riceve solo silenzio e indifferenza. Le conseguenze saranno la mancata visibilità di più di 500 opere del maestro, destinate a rimanere in un caveau di sicurezza alla periferia di Roma, tranne un ristretto nucleo presentato saltuariamente in occasione di mostre e un esiguo numero esposto nella casa/museo de Chirico.

#### La competenza giuridica
La preparazione giuridica consente a Ursino di partecipare al dibattito sulla tutela statale del patrimonio storico-artistico e sulla regolamentazione del mercato dell'arte in Italia; inoltre può offrire la propria consulenza nella compravendita e nelle acquisizioni di opere da parte dello Stato italiano. Cura l'istruttoria della lunga vicenda giudiziaria relativa l'acquisizione dell'opera di Van Gogh Il Giardiniere, ne evidenzia le gravi irregolarità procedurali che consentiranno allo Stato di esercitare il diritto di prelazione sul dipinto, poi inserito definitivamente nelle collezioni della Galleria Nazionale d'Arte Moderna. Si adopera per incrementare il patrimonio museale della GNAM e per favorire la soluzione di complessi problemi giuridici presenti nelle acquisizioni frutto di donazioni, come nel caso delle donazioni de Chirico, Burri, Fontana. Nel 2014 cura anche la riacquisizione del "Villino Andersen", museo satellite della GNAM.
La specifica conoscenza della Legislazione italiana dei beni culturali gli vale la docenza di Legislazione Artistica presso la facoltà di Lettere e Filosofia dell'Università di Roma La Sapienza e di Storia dell'arte moderna e contemporanea presso la Libera Università Maria Santissima Assunta (LUMSA). Svolge inoltre un continuo lavoro di ricerca e raccolta della letteratura giuridica sui beni culturali che sfocia nella pubblicazione di saggi e articoli.

#### Roccella Ionica
Essendo la famiglia paterna originaria di Roccella Ionica, Ursino rimane tutta la vita molto legato a questo luogo dove affondano le sue principali radici. In anni recenti, l'antica cittadina calabrese diviene per lui oggetto di ricerca, in parte dedicata agli artisti locali, in parte ai personaggi che nei secoli vi hanno soggiornato e l'hanno descritta, come Duret de Tavel, Joseph Viktor Widmann e Edward Lear. Tra gli articoli pubblicati e le conferenze presentate nel periodo 2016-2018, alcune sono riferite ad artisti che hanno lasciato un segno a Roccella, scarsamente trattati in precedenza: un affresco di Raffaele Ursini posto nel catino absidale della Nuova chiesa Matrice; un dipinto attribuito a Francesco Cozza posto nella Chiesa di San Nicola ex Alepho. Tratta anche del restauro e della ristrutturazione di Palazzo Carafa, appartenuto per diversi secoli alla famiglia Carafa della Spina; qui Ursino non manca di esprimere il proprio disappunto in merito alle scelte estetiche e al mancato ripristino dello stile originale.

#### Incarichi
- Vice Soprindentente della Galleria nazionale d'arte moderna e contemporanea[27].
- Presidente dell'Associazione Amici di Giorgio De Chirico[28].
- Ispettore Onorario del Ministero per i Beni e le Attività Culturali, per la tutela e la vigilanza dell'arte moderna e contemporanea su tutto il territorio nazionale. Triennio 2012-2015[29].
- Accademico d'onore dell'Accademia delle Arti del Disegno di Firenze[30].

## Pubblicazioni
(Elenco parziale)
- Rodolfo Siviero, L'arte e il nazismo: esodo e ritorno delle opere d'arte italiane. 1938-1963, a cura di Mario Ursino, 1984.
- Mario Ursino (a cura di), Fabio Failla. Opere scelte 1932-1986. Complesso monumentale di San Michele a Ripa Grande, 5-30 ottobre 1989, Roma, Il Cigno Galileo Galilei-Edizioni di Arte e Scienza, 1989.
- Maurizio Calvesi e Mario Ursino (a cura di), De Chirico. La nuova metafisica, Roma, De Luca Editori d'Arte, 1995, ISBN 88-8016-111-3.
- Mario Ursino, Capolavori della pittura italiana '800 e '900 nelle collezioni della Galleria nazionale d'arte moderna, Edizioni Viviani, 1999.
- Mario Ursino (a cura di), 1000 anni della Carta in Sicilia. Opere di Isidoro Raciti, Bronte, Comune di Bronte, 2003.
- Mario Ursino (a cura di), Degas. La famiglia Bellelli. Roma, Galleria nazionale d'arte moderna, 2 ottobre 2005-22 gennaio 2006, Milano, Electa, 2005, ISBN 88-370-4035-0.
- Mario Ursino, Ritratti eccellenti nella pittura di grandi maestri dell'Ottocento e del Novecento, Roma, Nuova Cultura, 2007, ISBN 978-88-6134-129-6.
- Mario Ursino, Profeti e sibille. Un errore di Michelangelo a proposito dell'iconografia della lettura, Roma, Nuova Cultura, 2008, ISBN 978-88-6134-041-1.
- Giorgio de Chirico, De Chirico e il museo, a cura di Mario Ursino, Milano, Electa, 2008, ISBN 978-88-370-6546-1.
- Mario Ursino, Profilo storico di legislazione artistica, Roma, Nuova Cultura, 2008, ISBN 978-88-6134-162-3.
- Mario Ursino, Giorgio De Chirico e l'antico, Roma, Nuova Cultura, 2008, ISBN 978-88-6134-013-8.
- Mario Ursino (a cura di), L'effetto metafisico, 1918-1968, attraverso le collezioni della Galleria nazionale d'arte moderna, Roma, Gangemi, 2010, ISBN 978-88-492-2009-4.
- Mario Ursino (a cura di), Giorgio De Chirico. L'uomo, l'artista, il polemico. Guida alle interviste 1938-1978, Roma, Gangemi, 2012, ISBN 978-88-492-2432-0.
- Mario Ursino (a cura di), Il grande «Sonno romano» di Fabrizio Clerici. Catalogo della Mostra tenuta a Roma nel 2014, Roma, Nuova cultura, 2014, ISBN 978-88-6812-310-9.
- Mario Ursino (a cura di), Caffè greco di Guttuso, Roma, Nuova Cultura, 2014, ISBN 978-88-6812-275-1.